# Maciste (film)
Maciste è un film muto italiano del 1915 diretto da Luigi Romano Borgnetto e Vincenzo Denizot. Si tratta del primo film con protagonista Bartolomeo Pagano nel ruolo di Maciste, dopo la sua piccola comparsa nel kolossal Cabiria (1914). Il personaggio fu creato da Gabriele D'Annunzio.

## Trama
Una fanciulla è vessata da un perfido zio, che cerca di impadronirsi del suo patrimonio. Recatasi al cinema a vedere Cabiria, e vedendo Maciste in azione, ha l'idea di chiedere aiuto al prestante attore che lo impersona.

## Restauro
Il film è stato restaurato dalla Cineteca di Bologna in collaborazione con il Museo nazionale del cinema di Torino, questa edizione restaurata è disponibile in DVD dal 2009 come parte della collana Il cinema ritrovato della Cineteca di Bologna.

## Critica
(La Vita Cinematografica, 15 febbraio 1916)
(Cine-Fono, 25 maggio 1916)